# Східопхеньянський Великий театр
Східопхеньянський Великий театр або Великий театр Східного Пхеньяну (кор. 동평양대극장) — театр, розташований у столиці КНДР місті Пхеньяні.
Відкритий 18 травня 1989 з нагоди проведення XIII Всесвітнього фестивалю молоді та студентів 1989.
Загальна площа 4-поверхової будівлі 62 000 м². Головний зал розрахований на 1500 місць. Великий зал із колонадою (вестибюль) прикрашений фрескою із зображенням водоспаду Ульрім, створеною 30 художниками із Художньої студії Мансуде приблизно за два місяці. Висота другого поверху — 33 м, тут знаходиться велика фреска «Ставок Самджіон».
У січні 2007 завершено роботи з осучаснення нового театру: спочатку аудиторія становила 2 000 місць, тепер вона переобладнана на 1 500 місць.
Театр є місцем проведення вистав, що прославляють лідерів Північної Кореї та національних досягнень, а також «революційних опер, що зображують боротьбу Північної Кореї у піснях та танцях».
27 та 29 вересня 2002 тут двічі проходили виступи артистів Північної та Південної Кореї. У 2008 відбувся перший в історії КНДР виступ західного симфонічного колективу, яким став Нью-Йоркський філармонічний оркестр, концерт, який став першим значним культурним візитом Сполучених Штатів до Північної Кореї після закінчення Корейської війни.